# Charassobates ornatus
Charassobates ornatus är en kvalsterart som beskrevs av Balogh och Sandór Mahunka 1969. Charassobates ornatus ingår i släktet Charassobates och familjen Charassobatidae. Inga underarter finns listade i Catalogue of Life.